# Kold fusion
 Denne artikel bør gennemlæses af en person med fagkendskab for at sikre den faglige korrekthed.

 Der er for få eller ingen kildehenvisninger i denne artikel, hvilket er et problem. Du kan hjælpe ved at angive troværdige kilder til de påstande, som fremføres i artiklen.

Kold fusion er en fusionsproces, der foregår ved eller tæt på stuetemperatur og atmosfæretryk. Kold fusion er i modsætning til varme fusionsprocesser, der foregår ved flere millioner grader i plasma; og som forekommer naturligt i en stjernes indre.

## Den teoretiske mekanisme
Kold fusions mest betydningsfulde problemer er for mange forskere, at de nuværende teorier, som beskriver den traditionelle varme kernefusion, ikke kan forklare, hvordan kold fusion kan opstå ved relativt lave temperaturer. Og at der ikke på dette tidspunkt er nogen accepteret teori, som kan forklare, hvordan kold fusion fungerer.

### Udtalelse
DoE-panelet sagde i 1989: Kernefusion ved stuetemperatur, af den type, som er omtalt i denne rapport, vil være imod alt vi har lært om kernefusion gennem det sidste halve århundrede; det ville kræve opfindelsen af en helt ny kernefusions proces, men man anerkender også, at manglen på tilfredsstillende forklaring ikke kan blive brugt til at afvise beviser fra eksperimenter.

### Observationer
Observationer af kold fusion står i modsætning til den traditionelle fysik inden for kernefusion på flere forskellige måder:
- Den overordnede kernereaktion: Den normale tæthed af atomer i palladiumstaven ser ud til at være alt for lav til at tvinge par af stofferne så meget sammen, at der vil opstå en fusion, ifølge de dominerende teorier. Den normale afstand er omkring 0,17 nanometer. Med den afstand kan den stærke (tiltrækkende) kernekraft ikke overvinde Coulomb-frastødningen. Faktisk er deuteriums (D2) atomer tættere på hinanden i almindelige deuteriumgasmolekyler uden at udvise fusion.

- Deuteriumfusionsprodukter: Hvis den overskydende varme blev genereret ved fusion mellem to deuteriumatomer, ville det mest sandsynlige output være enten et tritiumatom og en proton eller 3He og en neutron. Antallet af neutroner, tritium og 3He, som er blevet observeret i Stanley Pons og Martin Fleischmanns eksperiment, har været et godt stykke under det forventede i forhold til varmen, der blev genereret, hvilket indebærer at disse fusionsreaktioner (oven over) ikke kan forklare det. Hvis den overskydende varme blev genereret af den varme fusion af 2 deuteriumatomer til 4He, en reaktion som normalt er ekstremt sjælden, ville der opstå gammastråler og helium. Igen er for få gammastråler og heliumatomer blevet observeret til at forklare den overskydende varme.

- Snakken om varme: Der er ingen kendt mekanisme, som vil frigive fusionsenergi i form af varme i stedet for stråling indenfor det relativt lille metalgitter. Robert F. Heeter sagde, at den direkte ændring af fusionens energi til varme ikke var mulig på grund af energi- og kraftkonservering og lovene om speciel relativitet.

## Fortalere
Blandt fortalerne for kold fusion er kemikerne Martin Fleischmann (1927 – 2012) og Stanley Pons (* 1943) de mest nævneværdige. Fortalere har foreslået forskellige mere eller mindre holdbare teorier til at forklare de rapporterede observationer. Sådanne ideer går stik modsat de dominerende fysiske teorier og de gældende afprøvede beviser.

## Historie
Siden 1920'erne har der været forsket i at udvikle kunstig fusion som energikilde. I marts 1989 var kold fusion et debatteret emne, for de to kemikere ved University of Utah, Fleischmann og Pons, anså metoden som en realistisk, nærmest uudtømmelig, ren energikilde. Men det er ikke lykkedes at skabe kold fusion.

## Kunstig varm fusion
Kunstig varm fusion er det første skridt i retning af kunne fremstille kold fusion. Der er sket enkelte fremskridt i forsøget på at skabe kunstig varm fusion. I 2015 meddelte Google, at firmaet bag søgemaskinen vil forsøge at udvikle kunstig varm fusion.
I 2020 skabte Kina en kunstig sol, som er varmere end solens kerne; hvilket er et skridt tættere på at udvikle kunstig varm fusion. Samme år begyndte Storbritannien at bygge sin fusionsreaktor. I både USA og Europa bidrager kunstig intelligens til at udvikle kunstig fusion. Verdens største fusionsreaktor, den multinationale ITER, er placeret i Frankrig.